# 次原悦子
次原 悦子（つぎはら えつこ、1966年（昭和41年）11月16日 - ）は、日本の実業家。サニーサイドアップグループ代表取締役
。一般社団法人日本経済団体連合会（経団連）審議員会副議長、ダイバーシティ推進委員会委員長。第13回スティービーアワード女性ビジネス賞金賞受賞。

## 経歴
東京都出身。高校生の頃からクラス内でも目立つ存在で、既成概念に囚われずに行動する性格を先生から「高校の枠にはまるような子ではない」と評される。
1985年、サニーサイドアップを創業。取締役就任。創業メンバーは当時同級生の松本理永（現:サニーサイドアップ 取締役）と実母の3人当時は制服姿で営業活動することもあった。
数年後、実母が再婚を機に香港へ移住になり、事業を引き継ぐ。テレビ番組内の屋外ロケの天気予報コーナーにアピール看板を持って映り込むなど手段を選ばす行動。
現在はサニーサイドアップグループ代表取締役のほか、一般社団法人日本経済団体連合会（経団連）審議員会副議長、ダイバーシティ推進委員会委員長を務める。コミュニケーションに関わる仕事で培った知見を生かし、日本経済の発展と課題解決に向け精力的に活動をしている。
1995年
- すでにマネジメントを担当していた前園真聖の紹介で、当時19歳であった元サッカー日本代表の中田英寿と出会い、マネジメント契約を締結。その後、海外への移籍やCM出演などに携わる。

1997年
- 6月　株式会社サニーサイドアップ代表取締役就任[1][注釈 1]。

2004年
- オーストラリアで小さなカフェ『bills』を営んでいた男性ビル・グレンジャーと出会い、契約。2008年にオーストラリアの人気レストラン「bills」を七里ガ浜に出店する。以後は横浜・お台場・表参道などにも出店を進め、2019年11月時点で、日本国内8店舗、ハワイ1店舗、韓国3店舗を展開している。

2005年
- 次原がイギリスBBCのWebサイトにて、貧困撲滅の世界的アドボカシー活動「ホワイトバンドプロジェクト」の動画を視聴したことをきっかけに、日本国内で展開。 同年開催されたG8では、ODA（政府開発援助）の500億ドル増額が約束されたほか、小泉純一郎総理（当時）が3年間でアフリカへのODAを倍にすることなどを表明。同プロジェクトはこれらの政策決定に影響を与えたとして評価された。

2007年
- 3月　早稲田大学大学院スポーツ科学研究科首席修了[10][11]。

2008年
- 11月　株式会社フライパン代表取締役会長就任[12]。

2014年
- 4月　4時間以上ボランティア活動をした人だけが参加できるライブイベント「RockCorps（ロックコープス）」の開催を発表。当時次原は、同イベントを知ったきっかけが中田英寿からのメールであることを公表している。サニーサイドアップはソーシャル・プロダクション・カンパニー「RockCorps」と協業し、実行委員会主幹事としてプロジェクト全体の推進を担った。

- 4月　株式会社NEXTDREAM取締役就任[12][注釈 2]
- 8月　株式会社サニーサイドアップキャリア代表取締役就任[12][注釈 3]

2016年
- 7月　株式会社サニーサイドアップキャリア取締役就任[13]
- 8月　株式会社EPARKスポーツ取締役就任[13]。

2018年
- 12月　G20下部組織、W20委員就任[8][注釈 4][14]。

2019年
- 1月　国際PR協会（ドイツ語版）ボードメンバー就任。日本人女性初[15]。
- 8月　株式会社サニーサイドアップ代表取締役就任[1]。

2020年
- 1月　ホールディングス経営体制に移行し、持株会社、株式会社サニーサイドアップグループ代表取締役社長就任[16]。

2021年
- 6月　一般社団法人日本経済団体連合会ダイバーシティ推進委員会委員長就任[3]。

2022年
- 1月　国際PR協会会長就任[1][17]。

2024年
- 2月　一般社団法人日本経済団体連合会のダイバーシティ推進委員会の委員長として、工藤禎子同企画部会長ら総勢13人から成る女性エグゼクティブを率いたミッションを米国・ニューヨークおよびワシントンDCにて実施[18]。

- 5月　一般社団法人日本経済団体連合会の審議員会副議長に就任[19]。

## 公職
- 日本経済団体連合会 - 審議員会副議長（2024年5月31日就任）、ダイバーシティ推進委員会委員長[20]
- 日本スポーツ産業学会 - 理事[21]
- スポーツ能力発見協会 - 理事[22]
- 日本観光振興協会 観光立国推進協議会 - 委員
- 日本女性エグゼクティブ協会 - 会員
- 企業人政治フォーラム - 会員

## 人物
創業期
- 元々は型破りな実母の起業に巻き込まれる形での取締役就任だった[6]。
- 実母が再婚で香港移住した時は会社も取締役2人も置いて行く形だった[6]。
- 「起業当時は夢や目標はなかった。目の前のことを一生懸命にやることで、少しづつ自分の道ができた」と語る[23]。

- 19歳の時、当時扶桑社で編集長だった平田静子に出会い、出版本の宣伝の依頼を受ける[24]。それ以降親交が深まり彼女のことを『親分』と呼び[25]、2016年には株式会社サニーサイドアップキャリアの代表取締役のオファーをした[24]。

- 水泳の北島康介、陸上の為末大、ゴルフの上田桃子、テニスの杉山愛らスポーツ選手や、大黒摩季ら文化人などのマネジメントも手がけた。また、ウィンドサーファー飯島夏樹の、自伝エッセー『ガンに生かされて』、『天国で君に逢えたら』、映画『Life 天国で君に逢えたら』にも携わる。

仕事のスタイル
- 本人いわく黒子に徹しており、取材も極力受けず、写真露出も会社のアイコンでマスクするなどして必要最低限に留めている[26]。2025年5月、経団連ダイバーシティ推進委員長として選択的夫婦別姓推進の立場で毎日新聞の取材を受けた際には、異例ともいえる顔出し写真付きでのインタビューに答えている[27]。

- 著書『NAKATAビジネス』は、大学院に在籍した際の学位論文『スポーツ選手マネジメントビジネスの変遷に関する研究〜中田英寿選手のケーススタディ』を、解説・付帯資料とともに書籍化した[11][28]。

- 「正確さを求められる仕事はAIに取って代わられるが、人間らしいクリエイティブやコミュニケーションを必要とする仕事は、どんな時代もなくなる事はない」と語る[29]。

- 「私が頑張ることで後に続く女性を勇気づけたいと考えていたが、“ついていけない”と会社を去る人もいた。私のような頑張りすぎる女性の存在こそが、女性にとって“ガラスの天井”だと痛感した」と語る[30][31]。

- 「仕事は私の人生そのもの」と語る[32]。

私生活
- 2児の母。現在独身[33]。

- 週3回、出社前にジムトレーニングを行い、水曜日はキックボクシングを行う[32]。

- 自身のXアカウントは『サニーサイドアップグループ非公式』と明記し、オフィシャルと一線を引いてポストしている。[34]

- 2021年1月、新型コロナウイルス感染を公表[35]。当事者のリアルな情報が少なかったことをきっかけに、「人に情報を伝えることを仕事にしている身として体験を共有することで、同じ境遇にある人の不安や恐怖を少しでも和らげることもできるのでは」との思いから、リアルタイムで情報発信を行う[36][37]。

- 60歳にバックパッカーになって自分探しの旅に出ると宣言している[32]。
- 座右の銘は特に無く、ポリシーは『stay at shadow（影に留まる）』[32]。

## 著書
- 『NAKATAビジネス』講談社、2007年8月1日。ISBN 978-4062140508。
- 『ALL YOU NEED IS GREEN』講談社、2008年7月1日。ISBN 978-4062147743。
- 『踏切に消えたナオ』幻冬舎、2010年12月9日。ISBN 978-4344019249。
- 『2030年を生き抜く会社のSDGs』青春出版社、2021年7月2日。ISBN 978-4413046244。

## 受賞歴
- 第13回スティービーアワード 女性ビジネス賞 金賞受賞（2016年）[4][5]